# Woodiphora malae
Woodiphora malae är en tvåvingeart som beskrevs av Ronald Henry Lambert Disney 1989. Woodiphora malae ingår i släktet Woodiphora och familjen puckelflugor. Inga underarter finns listade i Catalogue of Life.